# Salvatore Nunnari

Salvatore Nunnari (né le 11 juin 1939 à Reggio de Calabre, dans le sud de l'Italie) est un archevêque italien, archevêque émérite de l'archidiocèse de Cosenza-Bisignano depuis 15 mai 2015.

## Biographie
Salvatore Nunnari fait ses études au séminaire de Reggio de Calabre et est ordonné prêtre le 12 juillet 1964 dans la même ville.
Il étudie à l'université théologique Ignatianum des Jésuites à Messine. Il est aussi journaliste et  a été vice-président de l'Ordre des journalistes de la Calabre.
En 1970, il est assistant diocésain des étudiants de l'Action catholique.
De 1983 à 1999, il est recteur de la paroisse S. Maria del Divin Soccorso, quand il est nommé archevêque de Sant'Angelo dei Lombardi-Conza-Nusco-Bisaccia le 30 janvier 1999 ; il reçoit la consécration le 20 mars 1999 par Vittorio Luigi Mondello (it) avec comme co-consécrateurs Serafino Sprovieri (it) et Mario Milano (it).
Le 18 décembre 2004, il est muté par le Pape Jean-Paul II à l'archidiocèse de Cosenza-Bisignano.
Il est dans le conseil d'administration de la Fondation saint François d'Assise et sainte Catherine de Sienne de la Conférence épiscopale italienne.

## Succession apostolique
Salvatore Nunnari a ordonné les évêques suivants :
- Évêque Leonardo Bonanno (it) (2011)

### Devise épiscopale
- « Omni consolatione repleamur »
« On va être rempli de toutes les consolations »